# Ras Asfour
Ras Asfour (àrab: رأس عصفور, Raʾs ʿUṣfūr; amazic estàndard marroquí: ⵕⴰⵙ ⵄⵚⴼⵓⵕ, Ṛas ℇṣfuṛ) és una comuna rural de la província de Jerada, a la regió de L'Oriental, al Marroc. Segons el cens de 2014 tenia una població total de 1.274 persones.